# Smälsk
Smälsk är en småort i Hälsingtuna socken i Hudiksvalls kommun, Gävleborgs län.